# Прокофьева, Екатерина Дмитриевна
Екатери́на Дми́триевна Проко́фьева (урожд. Боровкова; 8 [21] ноября 1902, Санкт-Петербург — 18 апреля 1978, Ленинград) — этнограф, лингвист, создатель письменности сееверноселькупского языка.

## Биография
Родилась в семье разночинцев — служащего и медсестры. Училась в 3-классном городском училище, в 1919 году окончила гимназию.
В 1919—1924 годах работала помощником библиографа в Гидрологическом институте. Летом 1920 и 1921 гг. участвовала в Олонецкой научной экспедиции в качестве научно-технического сотрудника, занималась сбором ботанических, энтомологических и геологических материалов, производила метеонаблюдения и т. д. С 1921 года одновременно училась на этнографическом отделении Географического института у В. Г. Богораза и Л. Я. Штернберга.
С 1925 года, окончив институт как этнограф-лингвист, специалист по селькупам и селькупскому языку, с семьёй жила в Туруханском крае (Янов Стан), работала учителем в туземной школе.
В 1928—1929 годах — в Ленинграде, работала в Институте народов Севера.
В 1929—1931 годах жила на культбазе Хоседа-Хард (Ненецкий АО), где работала помощником краеведа, заведовала пунктом по ликвидации неграмотности, детдомом.
В 1931—1938 годах работала младшим научным сотрудником в Институте народов Севера, одновременно (1934—1936) преподавала селькупский язык в Ленинградском университете и Педагогическом институте им. Герцена.
В 1941 году, с началом блокады, осталась дома с детьми; двое из них умерли. После смерти мужа была эвакуирована в Казань 10 апреля 1942 года вместе с 3 детьми. Работала на заводе; дети находились в детском доме в Тетюшах.
Вернулась в Ленинград в 1944 году, работала на заводе. С декабря 1944 года и до выхода на пенсию (15 мая 1964) работала младшим научным сотрудником в секторе этнографии народов Сибири Института этнографии АН СССР.
В мае 1952 года вступила в КПСС, избиралась членом месткома и партбюро института, депутатом Василеостровского районного Совета депутатов трудящихся Ленинграда (1950, 1953).
18 апреля 1978 года скоропостижно скончалась от сердечного приступа в Ленинграде. Похоронена на Серафимовском мемориальном кладбище.

### Семья
Муж — Георгий Николаевич Прокофьев (1897—1942), лингвист, этнограф.
- дети — Елена, Борис, Анна, Инга, Александр, Андрей.

Прокофьевы жили в одном из первых кооперативных посёлков Ленинграда — «Стандарт» на Поклонной горе. Во время Великой Отечественной войны их дом был разобран на дрова, многие труды пропали.

## Научная деятельность
Собирала материал по языку и традиционной культуре селькупов в многочисленных экспедициях:
- Янов Стан (Туруханский край, 1925—1928)[2];
- к нарымским селькупам (1932—1933)[5];
- Тува (1952, 1953, 1955);
- Ханты-Мансийский и Ямало-Ненецкий национальные округа (1954)[3];
- Красноселькупский район Ямало-Ненецкого национального округа (1962)[4].

В 1930-е годы составляла и переводила на селькупский язык учебники для начальной школы (1932 — селькупский букварь; 1933—1934 — учебники арифметики для 1 и 2 годов обучения; 1935—1936 — книги для чтения на селькупском языке для 1 и 2 годов обучения, 1937 — букварь для селькупских школ на русском языке); подготовила к печати монографию по селькупскому фольклору.
В 1960 году систематизировала сохранившиеся материалы мужа и передала их в архив Института этнографии. В 1950—1970-е годы опубликовала ряд работ по этнографии селькупов, ненцев и тувинцев.
Выйдя на пенсию, продолжала готовить монографию о селькупах, работала над селькупско-русским словарём; эти труды не были опубликованы при жизни.

### Избранные труды
- Прокофьева Е. Д. Букварь : [для подготовит. кл. селькуп. нач. шк.]. — М. ; Л : Учпедгиз, 1953. — 162 с. — 500 экз.
- Прокофьева Е. Д. Книга для чтения : перевод с селькупского языка [Обратный]. — Ч. 2: Для 2 класса начальной школы. — М.; Л.: Гос. учеб.-педаг. изд-во, 1935. — 79 с. — (В помощь учителю селькупской школы)
- Прокофьева Е. Д. Процесс национальной консолидации тувинцев = The process of national consolidation of the tuvans / [авт. предисл. и очерка о Е. Д. Прокофьевой В. А. Кисель; примеч. и коммент.: В. А. Кисель и В. Н. Томба]. — СПб.: Наука, 2011. — 537 с. — (Серия КА «Кунсткамера — Архив» / ред. совет.: Е. А. Резван (пред.) [и др.]; т. 4). — 300 экз. — ISBN 978-5-038280-0
- Прокофьева Е. Д. Toqьltьptæt cātь toqьltьptsātьl' nəkьrьl laka (II pelæktь) : Учебник для второго класса нач. школы на селькуп. яз. — М.; Л., 1935. — 104 с.[6]

переводы
- Жулев П. Н. Книга для чтения / пер. с селькупск. яз. Е. Д. Прокофьевой. — М.; Л.: Гос. учеб.-педаг. изд-во, 1934. — Ч. 1. — 30 с.
- Жулев П. Н. Toqьltьptæt cātь toqьltьptsātьl' nəkьrьl laka (posukol' pelæktь) = Книга для чтения на селькупском языке: первый год обучения / Пер. на сельк. Е. Д. Прокофьевой. — Л., 1934. — 76 с.[7]

См. также: Основные печатные работы Е. Д. Прокофьевой

## Награды
- медаль «За оборону Ленинграда»,
- медаль «За доблестный труд в Великой Отечественной войне 1941—1945 гг.»,
- медаль «В память 250-летия Ленинграда»[3].

## Память
Наследие Е. Д. Прокофьевой (полевые дневники, многочисленные статьи, заметки, материалы и, словарь.) находится в Музее антропологии и этнографии им. Петра Великого (Кунсткамера) РАН.
Е. Д. Прокофьева упоминается в книге А. К. Омельчука «Рыцари Севера» и в фильме Е. М. Талеевой «Долг души, память сердца».